# Balkanföderation

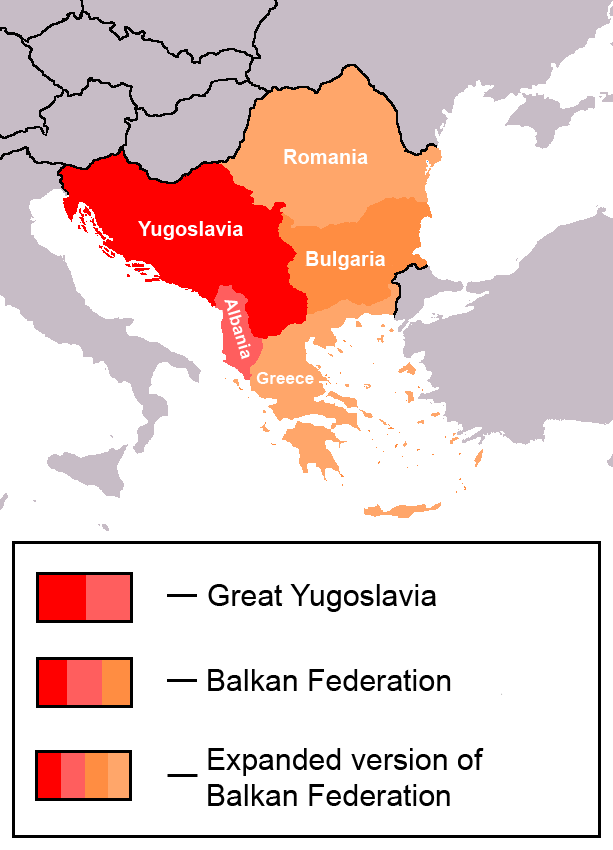
Vorschläge für eine Balkanföderation des Komintern

Die Gründung einer Balkanföderation ist unter den Völkern des Balkans immer wieder ein Thema gewesen. Das Konzept einer Balkanföderation entstand im späten 19. Jahrhundert unter linken politischen Kräften in der Region. Das zentrale Ziel war die Schaffung einer neuen politischen Einheit: eine gemeinsame föderale Republik, die die Balkanhalbinsel vereinigen sollte. Die Idee eine Balkanföderation durchlief in ihrer Entwicklung drei Phasen. In der ersten Phase wurde die Idee als Reaktion auf den Zusammenbruch des Osmanischen Reiches zu Beginn des 20. Jahrhunderts als mögliche Lösung der Orientalischen Frage formuliert. In der zweiten Phase, vor allem in der Zwischenkriegszeit (1919–1936), wurde die Idee der Balkanföderation von den kommunistischen Parteien des Balkans aufgegriffen. Die dritte Phase war durch den Konflikt zwischen Josip Broz Tito und Josef Stalin gekennzeichnet, der sich in der Zeit nach dem Zweiten Weltkrieg gegen die Idee stellte, was zum Bruch zwischen Jugoslawien und der Sowjetunion führte.
Im 21. Jahrhundert gewannen Diskussionen um die politische und wirtschaftliche Integration der Balkanstaaten durch die Europäische Integration der Region und Initiativen wie das Mitteleuropäische Freihandelsabkommen oder Open Balkan wieder an Relevanz.

## Geschichte
Schon Ende des 18. Jahrhunderts sprach sich der Grieche Rigas Velestinlis für einen Zusammenschluss der Völker auf dem Balkan aus und entwarf eine Flagge für eine Balkanföderation. Im 19. Jahrhundert wurde der Illyrismus besonders in Kroatien populär, welcher eine Vereinigung der Südslawen im Habsburgerreich anstrebte. Der Jugoslawismus entstand in Anlehnung an den Illyrismus und führte in Serbien zu Bestrebungen, einen südslawischen Staat unter serbischer Vorherrschaft zu errichten.

Von Rigas Velestinlis entworfene Flagge für eine Balkanföderation

Die erste Gründung einer föderativen Organisation fand 1865 in Belgrad statt, als eine Reihe von Intellektuellen aus dem Balkan die Demokratische Orientalische Föderation gründeten und eine Föderation von den Alpen bis Zypern vorschlugen, die auf politischer Freiheit und sozialer Gleichheit basieren sollte. Sie bekräftigten ihr Bekenntnis zu den Idealen der Französischen Revolution in Anlehnung an den Föderalismus von Saint-Simon und in Verbindung mit den sozialistischen Ideen von Karl Marx oder Michail Bakunin. 1894 wurde in Frankreich eine Liga für die Balkan-Konföderation gegründet, an der griechische, bulgarische, serbische und rumänische Sozialisten teilnahmen, die die mazedonische Autonomie innerhalb einer allgemeinen Föderation Südosteuropas unterstützten, als Versuch, die Komplexität der mazedonischen Frage zu bewältigen. Der nächste Anlauf erfolgte unmittelbar nach der jungtürkischen Revolution von 1908. Im folgenden Jahr schloss sich der Sozialistische Arbeiterverband in Saloniki mit zwei bulgarischen sozialistischen Gruppen zusammen und gründete die Sozialistische Arbeiterföderation der osmanischen Arbeiter. Diese Gruppe unterschätzte jedoch in der Folgezeit die Bedeutung des Nationalismus in der Region.
Die Erste sozialistische Balkankonferenz fand vom 7. bis 9. Januar 1910 in Belgrad statt. Die wichtigsten Themen dieser Konferenz waren die Einheit des Balkans und Maßnahmen gegen die drohenden Kriege. Ein weiterer wichtiger Aspekt war die Forderung nach einer Lösung der mazedonischen Frage. 1915 wurde nach einer Konferenz in Bukarest die Gründung einer revolutionären sozialdemokratischen Arbeiterföderation des Balkans beschlossen, die sich aus Gruppen zusammensetzte, die der Zimmerwalder Konferenz anhingen und die Teilnahme am Ersten Weltkrieg ablehnten. Sie wurde zunächst von Christian Georgijewitsch Rakowski geleitet und hatte Wassil Kolarow und Georgi Dimitroff unter ihren prominenten Aktivisten.
Nach der russischen Oktoberrevolution wurde 1920/21 eine kommunistische Balkanföderation gegründet, die von Wladimir Lenins proletarischem Internationalismus beeinflusst war. Es handelte sich um einen kommunistischen Dachverband, in dem alle kommunistischen Parteien auf dem Balkan vertreten waren und der von dem Einfluss der Sowjetunion dominiert wurde. Dieser setzte sich für eine „Föderative Balkanrepublik“ ein, die Bulgarien, Jugoslawien, Griechenland und die Türkei umfassen sollte; einige Projekte bezogen auch Rumänien ein, doch die meisten sahen nur dessen Aufsplitterung vor. Das Gremium überwachte die Aktivitäten der Bulgarischen Kommunistischen Partei (BKP), der Kommunistischen Partei Jugoslawiens (KPJ), der Kommunistischen Partei Griechenlands (KKE), der Kommunistischen Partei der Türkei (TKP) und bis zu einem gewissen Grad auch die der Kommunistischen Partei Rumäniens (RKP). Der Verband wurde 1939 aufgelöst.
Nach dem Ende des Ersten Weltkriegs entstand das Königreich der Kroaten, Serben und Slowenen (später in Jugoslawien umbenannt) als vereinigter Staat der Südslawen. Initiativen zur Gründung einer größeren Balkanföderation gingen von Griechenland unter Eleftherios Venizelos und Alexandros Papanastasiou in der Zwischenkriegszeit aus. Als Erfolg dieser Initiative gilt die 1934 geschlossene Balkanentente, welche ein Sicherheitsbündnis zwischen der Türkei, Griechenland, Rumänien und Jugoslawien war und gegen Bulgarien gerichtet war. Eine engere Balkanföderation wurde jedoch von den Großmächten abgelehnt, da diese um ihren eigenen Einfluss in der Region fürchteten. Länder wie Albanien und Bulgarien schlossen sich zudem nicht der Balkanentente an.

### Nach 1945

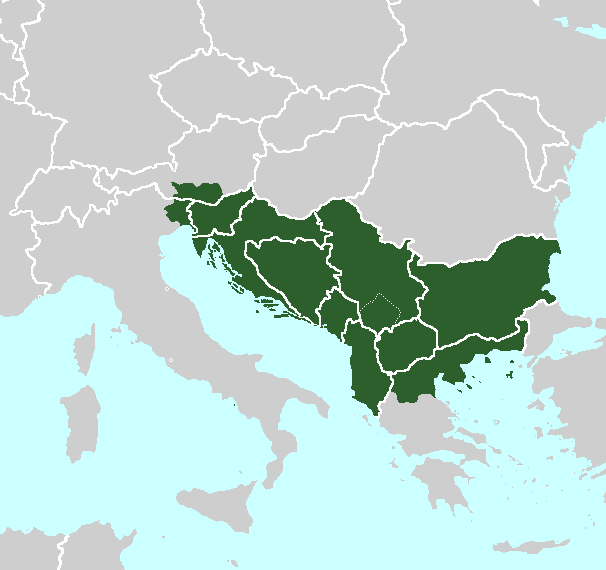
Vision eines Großjugoslawiens von Josip Broz Tito

Nach dem Zweiten Weltkrieg und der Machtübernahme von Kommunisten in der Region kam es 1947 zu Diskussionen zwischen der Föderative Volksrepublik Jugoslawien und der Volksrepublik Bulgarien über die Bildung einer Föderation. Der Bulgare Georgi Dimitroff und Josip Broz Tito waren große Förderer der Idee. Auch zwischen Albanien unter Enver Hoxha und Jugoslawien waren die Verhandlungen bereits weit fortgeschritten, wobei es Diskussionen um einen Beitritt Albaniens zu Jugoslawien als siebte Republik gab. Beide Länder hatten ihre Volkswirtschaft bereits integriert. Eine mögliche zukünftige Föderation sollte zusätzlich noch weitere Länder wie Griechenland oder Rumänien enthalten und alle ethnischen Gegensätze der Region unter dem Banner des Sozialismus überwinden. Stalin und die Sowjets unterstützten die Idee zuerst, waren allerdings bald über das Entstehen eines zweiten Machtzentrums in der sozialistischen Welt besorgt und begannen die Pläne zu sabotieren.
Stalin forderte Tito auf, die Vereinigung mit Albanien auf einen „geeigneten Moment“ zu verschieben und schob der Vereinigung Bulgariens mit Jugoslawien einen Riegel vor. Er weigerte sich auch, jugoslawische Forderungen gegenüber Italien auf Triest zu unterstützen und wollte auch keine Unterstützung der griechischen Kommunisten im Griechischen Bürgerkrieg mehr. Dies führte zu Irritationen in Belgrad und einem politischen Bruch zwischen Tito und Stalin. Jugoslawien wurde für seinen Titoismus in der sozialistischen Welt gebrandmarkt und wurde blockfrei. Eine Vereinigung mit Albanien und anderen Ländern platzte, da sich diese auf die Seite Moskaus stellten. Der Bulgare Dimitroff, der mit Tito kooperiert hatte, kam 1949 unter ungeklärten Umständen ums Leben.
In den 1990er Jahren kam es zum Zerfall Jugoslawiens und einer Reihe von blutigen Kriegen in der Region. Artikel 142 der kroatischen Verfassung verbietet ausdrücklich jedes Verfahren, das zur Schaffung eines Zusammenschlusses mit anderen Staaten führen kann, wenn dieses Verfahren zu einer Erneuerung eines südslawischen Staatenbundes oder zu irgendeiner Form eines konsolidierten Balkanstaates führt oder führen könnte. Es sind aber eine Reihe von Projekten zur Integration der Region verabschiedet worden. Slowenien (2004) und Kroatien (2013) sind der Europäischen Union beigetreten und weitere Länder sind EU-Beitrittskandidaten. 2021 wurde die Initiative Open Balkan durch einen Staatsvertrag ins Leben gerufen. Eine Wirtschaftszone zwischen Albanien, Nordmazedonien und Serbien mit freiem Verkehr von Personen, Waren und Dienstleistungen wurde vereinbart, wobei weitere Länder auf dem Balkan zum Beitritt eingeladen wurden.